# Свете
Свете або Швете (лит. Švėtė, латис. Svēte) — річка в на півночі Литви та на півдні Латвії. Притока річки Лієлупе.
Довжина 123 км. Площа басейну 2380 км².

## Галерея

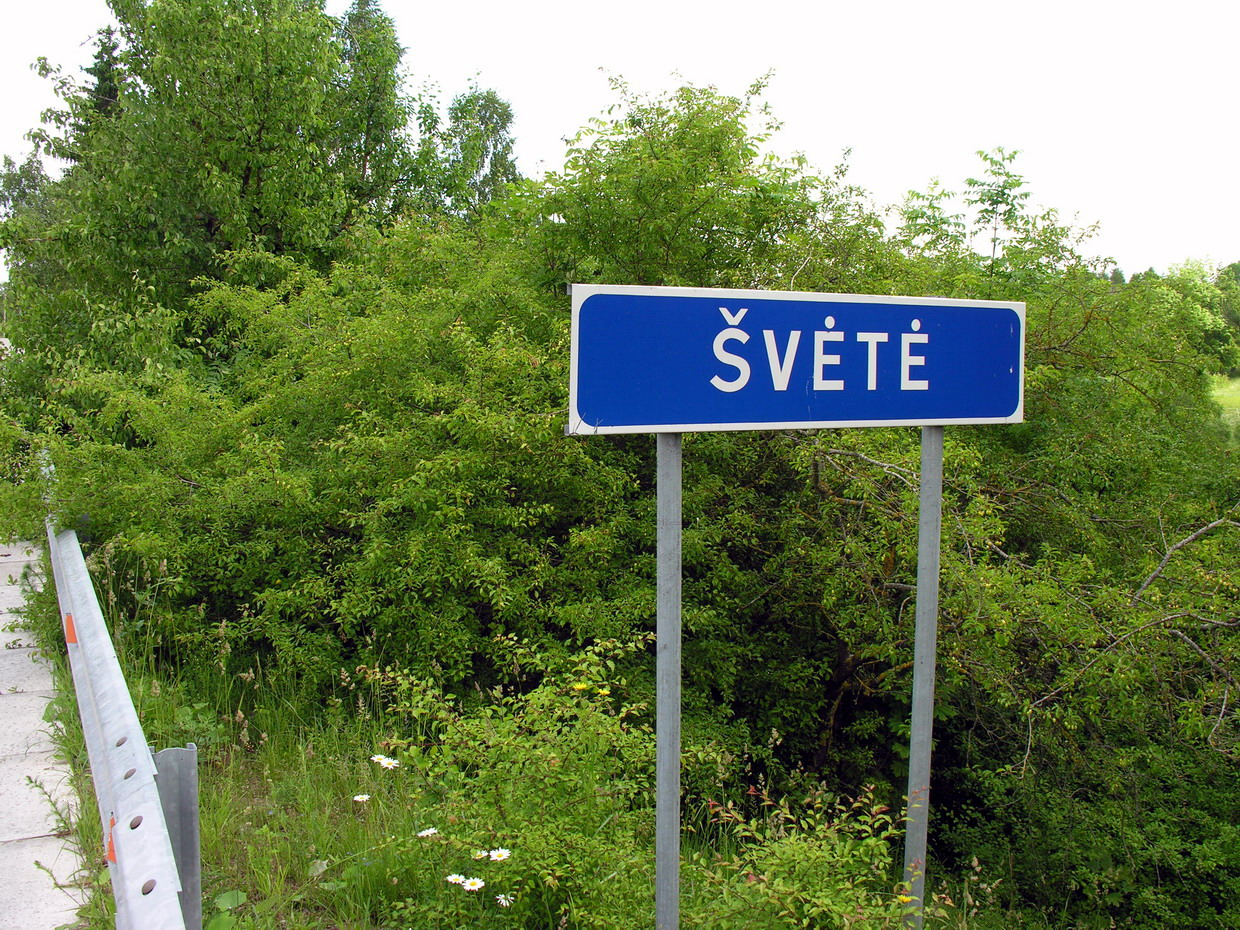
Дорожній знак
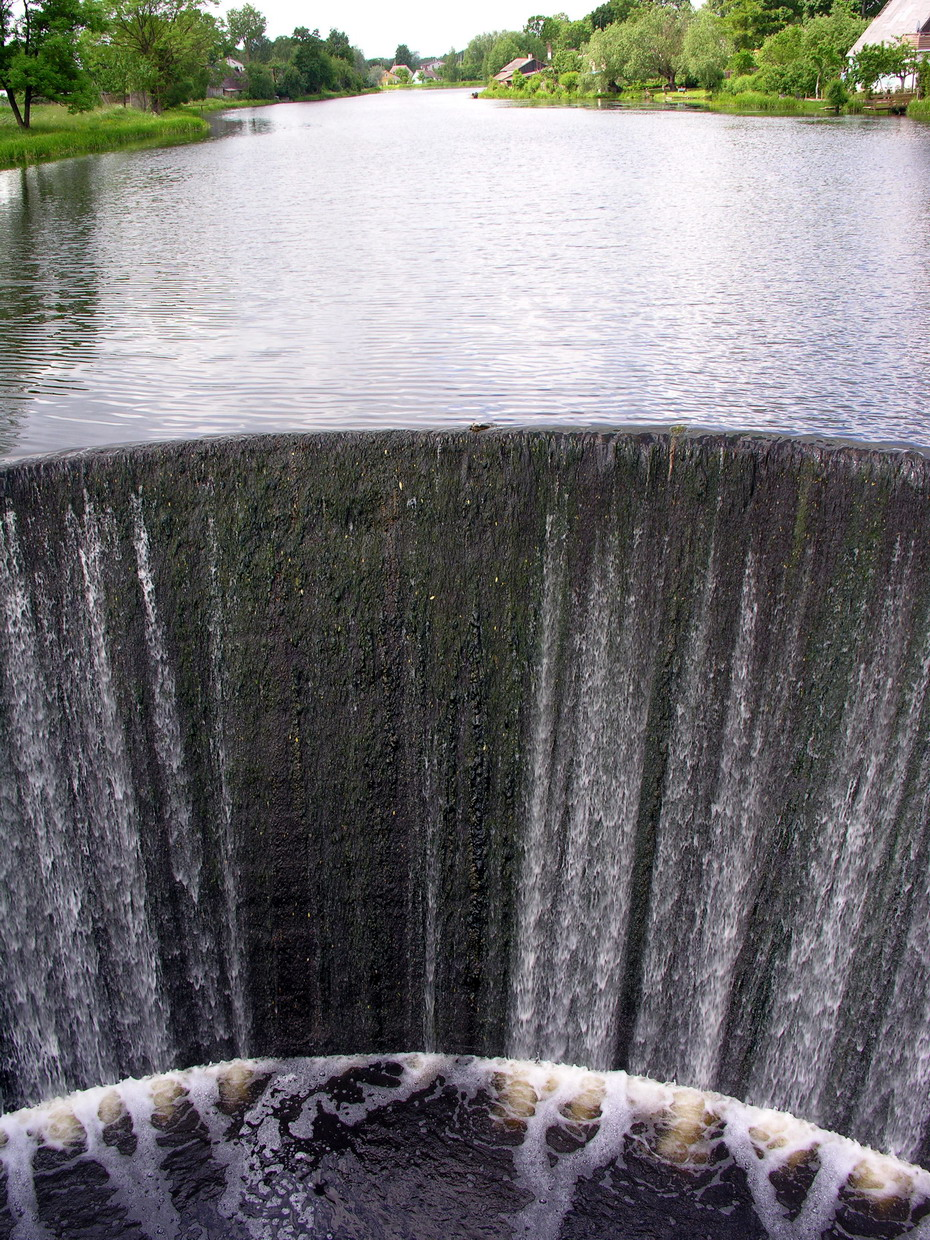
Дамба
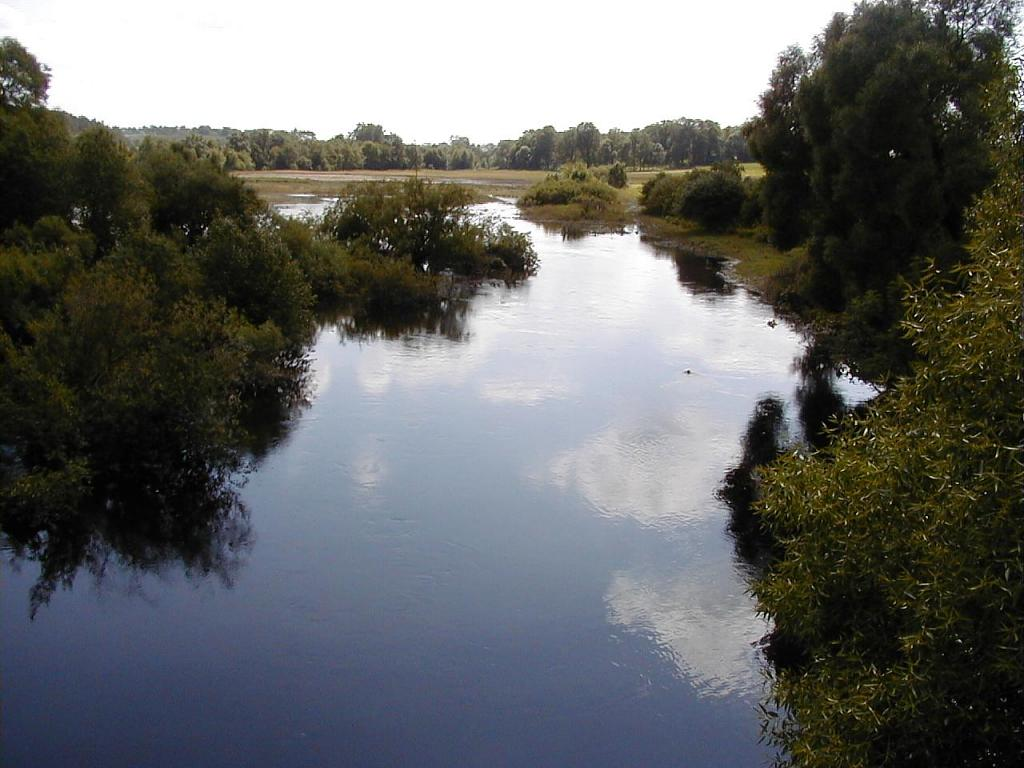
Річка у Латвії